# Hans Albers (Manager)
Hans Albers (* 4. März 1925 in Lingen (Ems); † 14. Oktober 1999 in Ludwigshafen am Rhein) war ein deutscher Chemiker und als Industriemanager von 1983 bis 1990 Vorstandsvorsitzender der BASF.

## Leben
Albers wuchs im Emsland auf und besuchte in seiner Heimatstadt Lingen die Oberschule. Nach dem Abitur studierte er Chemie an der Universität Münster und schloss mit der Promotion zum Dr. rer. nat. ab. 
Nach Abschluss seiner akademischen Ausbildung trat Albers im Jahre 1953 in das Hauptlabor der BASF AG in Ludwigshafen am Rhein ein. 1955 wechselte er in die Konzernproduktion, 1962 übernahm er die Leitung der Spezialprodukte-Abteilung. 1964 wurde er zum stellvertretenden Direktor ernannt, 1967 folgte seine Ernennung zum Leiter der Zwischenprodukte-Abteilung.
Noch 1967 wechselte Albers in den Vorstand der BASF-Tochtergesellschaft Phrix-Werke AG, Hamburg, und wurde dort mit der Zuständigkeit für den Bereich Produktion betraut. 1972 kehrte er nach Ludwigshafen zurück und übernahm als Direktor die Leitung der BASF-Sparte Farbstoffe und Hilfsmittel. 1974 rückte er zum stellvertretenden Vorstandsmitglied und Leiter des damaligen Ressorts Farbstoffe, Chemikalien und Dispersionen auf. Zwei Jahre später, 1976, wurde er ordentliches Mitglied des BASF-Vorstands. Zum 1. April 1982 wurde er Vorstandsvorsitzender der BASF AG. Sein Nachfolger wurde im Jahr 1990 Jürgen Strube.

## Schriften
- Die Synthese von Pyrrolizidinderivaten und einige ihrer Eigenschaften, Dissertation Universität Münster 1953